# Jean Auguste Hérold
Jean Auguste Hérold, znany jako Jean Hérold-Paquis (ur. 4 lutego 1912 w Arches, zm. 11 października 1945 w Montrouge) – francuski dziennikarz radiowy i faszystowski działacz polityczny, anglofob.
W II poł. lat 30. przebywał w ogarniętej wojną domową Hiszpanii, gdzie jako zwolennik gen. Francisco Franco prowadził po francusku antyrepublikańskie audycje w radiu Saragossa. W 1939 r. powrócił do ojczyzny. Po zajęciu Francji przez wojska niemieckie w czerwcu 1940 r., poparł władze Francji Vichy. Został szefem propagandy departamentu Hautes-Alpes. Wstrząsnęło nim zniszczenie części floty francuskiej przez Brytyjczyków w porcie w Mers el Kébir. Od 4 stycznia 1942 r. prowadził codzienne audycje w radiu Paryż, w których przedstawiał kronikę militarną z frontu, wychwalając sukcesy wojskowe Niemców, a także regularnie wzywał do zniszczenia Wielkiej Brytanii, dodając zawsze zdanie: L'Angleterre, comme Carthage, sera détruite! (Anglia, podobnie jak Kartagina, powinna być zniszczona!). Jednocześnie należał do kolaboracyjnej faszystowskiej Francuskiej Partii Ludowej. Był też członkiem Comité d'honneur de la Waffen-SS. Kiedy wojska alianckie zbliżały się do Paryża, zbiegł do Niemiec. Przez pewien czas przebywał w Sigmaringen, gdzie urzędował tzw. francuski rząd na uchodźstwie. W marcu 1945 r. przedostał się do Szwajcarii. Po zakończeniu wojny powrócił jednak do Francji, gdzie został aresztowany i skazany 17 września 1945 r. na karę śmierci, wykonaną 11 października tego roku w więzieniu w Montrouge. W 2003 r. zostały opublikowane jego wspomnienia.